# حكومة بن عبد الرحمان الثانية
حكومة أيمن بن عبد الرحمان الثانية حكومة جزائرية كُلّف برئاستها الوزير الأول أيمن بن عبد الرحمان الذي عيّنهُ رئيس الجمهورية عبد المجيد تبون في 30 جوان 2021.
تم تعيين أيمن بن عبد الرحمان وزيرًا أول، خلفًا عبد العزيز جراد، الذي قدم استقالته بعد ظهور نتائج الانتخابات التشريعية الجزائرية 2021.
أُعلن عن تشكيلة الحكومة الجديدة في 16 مارس 2023.
أجرى الرئيس الجزائري عبد المجيد تبون، تعديلا حكوميا طال 11 وزارة من أصل 30، أهمها الخارجية والمالية والتجارة، فيما قضى باستحداث وزارة جديدة.
حيث عرف التشكيل دخول عشرة وزراء جدد في حكومةأيمن بن عبد الرحمان. وعيّن رئيس الجمهورية عبد المجيد تبون، بموجبه، أحمد عطاف وزيرا للشؤون الخارجية والجالية الوطنية بالخارج، خلفا لسابقه رمطان لعمامرة، ليعود عطاف إلى المنصب الذي تركه سنة 1999، وكان عطاف شغل منصب سفير الجزائر في الهند ويوغسلافيا والمملكة المتحدة، كما أنّه حمل حقيبة وزير الدولة بوزارة الخارجية المكلف بالشؤون الإفريقية والمغاربية.
ويلاحظ على التعديل الحكومي الجديد، ظهور وزارتين جديدتين: الأولى هي وزارة الريّ التي أسندت لطه دربال، بعد فصلها عن وزارة الأشغال العمومية والمنشآت القاعدية التي يشغلها لخضر رخروخ، أما الوزارة الجديدة الثانية فهي وزارة الصناعة والإنتاج الصيدلاني، التي نشأت عن إسناد وزارة الصناعة التي كان يشغلها أحمد زغدار، لوزير الصناعة الصيدلانية علي عون.

## أعضاء الحكومة
رئيس الجمهورية: عبد المجيد تبون

### الوزراء
- أيمن بن عبد الرحمان الوزير الأول
- أحمد عطاف وزير الخارجية والجالية الوطنية بالخارج
- ابراهيم مراد وزير الداخلية والجماعات المحلية والتهيئة العمرانية
- عبد الرشيد طبي وزير العدل حافظ الأختام
- لعزيز فايد وزيرا للمالية
- محمد عرقاب وزير الطاقة والمناجم
- العيد لبيقة وزير المجاهدين وذوي الحقوق
- يوسف بلمهدي وزير الشؤون الدينية والأوقاف
- عبد الحكيم بلعابد وزير التربية الوطنية
- كمال بداري وزير التعليم العالي والبحث العلمي
- ياسين ميرابي وزير التكوين والتعليم المهنيين
- صورية مولوجي وزيرة الثقافة والفنون
- عبد الرحمان حماد وزير الشباب والرياضة
- مربم بن ميلود وزيرة الرقمنة والاحصائيات
- كريم بيبي تريكي وزير البريد والمواصلات السلكية واللاسلكية
- كوثر كريكو وزيرة التضامن الوطني والأسرة وقضايا المرأة
- علي عون وزيرا للصناعة والانتاج الصيدلاني
- محمد عبد الحفيظ هني وزير الفلاحة والتنمية الريفية
- محمد طارق بلعريبي وزير السكن والعمران والمدينة
- الطيب زيتوني وزير التجارة وترقية الصادرات
- محمد بوسليماني وزير الاتصال
- لخضر رخروخ وزير الأشغال العمومية والمنشآت القاعدية
- طه دربال وزيرا للري والمنشآت القاعدية
- يوسف شرفة وزير النقل
- مختار ديدوش وزير السياحة والصناعة التقليدية
- عبد الحق سايحي وزير الصحة
- فيصل بن طالب وزير العمل والتشغيل والضمان الاجتماعي
- بسمة أزوار وزيرة العلاقات مع البرلمان
- فايزة دحلب وزيرة البيئة والطاقات المتجددة
- أحمد بيداني وزير الصيد البحري والمنتجات الصيدية
- ياسين المهدي وليد ووزيرا لاقتصاد المعرفة والمؤسسات الناشئة
- يحيى بوخاري الأمين العام للحكومة.
- عبد العزيز وزيرا للدولة مستشارا لدى رئيس الجمهورية
- محمد نذير العرباوي مديرا لديوان رئاسة الجمهورية

## إحصائيات
العدد الكلي: 30 (دون احتساب رئيس الحكومة والأمين العام).
عدد النساء: 5 نساء.
أعضاء الحكومة السابقة: 32 وزيراء.